# Csépán Győr
Csépán (I) Győr (in ungherese Győr nembeli (I.) Csépán; ... – 1209) fu un influente nobile ungherese vissuto a cavallo tra il XII e il XIII secolo che ricoprì la carica di palatino d'Ungheria dal 1206 e fino al suo assassinio.

## Biografia
Il suo nome di battesimo corrispondeva all'antica versione ungherese di origine slava del nome Stefano. Csépán discendeva dal ramo Óvár della nobile famiglia dei Győr, di origini tedesche, ed era uno dei cinque figli di un certo Stefano. I suoi fratelli erano il prelato e cancelliere Saulo, vescovo di Csanád e poi arcivescovo di Caloccia; Mauro, bano del Primorje, che fu progenitore delle famiglie nobili dei Gyulai e dei Geszti; Alessandro, che partecipò alle guerre nei Balcani condotte da Emerico; e, infine, Pat, anch'egli un potente aristocratico e palatino. Csépán ebbe un figlio omonimo dalla moglie il cui nome resta ignoto, il quale sposò la figlia di Demetrio I Csák.
Qualche tempo dopo il 1199, i fratelli fondarono un monastero benedettino nei dintorni di Lébény, loro feudo, nel comitato di Giavarino. Lì costruirono anche una chiesa romanica, dedicata all'apostolo Giacomo il Maggiore. Il re Andrea II confermò la loro donazione nel 1208 (Saulo, Mauro e Alessandro erano già deceduti).
Csépán viene menzionato per la prima volta nei documenti contemporanei nel 1199, quando ricoprì la carica di ispán del comitato di Sopron. Mantenne la dignità fino al 1200, quando fu rimpiazzato da Pietro, figlio di Töre. Csépán rimase un fedele sostenitore di Emerico, il cui intero regno fu caratterizzato dalle sue lotte contro il ribelle duca Andrea, nell'ambito della guerra dei fratelli. Servì nuovamente come ispán del comitato di Sopron dal 1202 al 1204, fino alla morte di Emerico. Csépán mantenne la sua influenza politica dopo l'incoronazione di Andrea II nel 1205. La maggior parte dei vecchi funzionari di Emerico poté mantenere i propri incarichi, perché Andrea aveva bisogno del loro supporto. Presto, Csépán fu nominato ispán del comitato di Bács nel 1205. Fu elevato alla più alta carica della corte, quella di palatino d'Ungheria, nel 1206. Oltre a tale incarico, continuò a esercitare quello di ispán del comitato di Bács fino alla sua morte. In virtù dei suoi servigi, gli furono concesse due terre della corona nel comitato di Moson: Szombathely e i dazi doganali che ne derivavano e Balogd da Andrea II nel 1209, non molto prima del suo assassinio. Csépán possedeva anche alcune terre lungo il fiume Sava, nel comitato di Pozsega, donata ai Cavalieri Templari. Insieme al fratello Pat, donò anche terre e terreni all'abbazia di Zselicszentjakab.

### Assassinio
Un documento del 1216 riferisce che il nobile ungherese Tiba Tomaj assassinò Csépán Győr nel 1209. Il fratello della vittima, Pat, il quale gli succedette anche come palatino, convocò il presunto colpevole «dinanzi al cospetto del re», ma, malgrado ciò, Tiba fuggì dal regno d'Ungheria. Tenendo conto della sua condotta, la corte considerò giustificate le accuse e fu condannato a morte in contumacia da Andrea II e dagli altri giudici nominati. Poco dopo, a Pat vennero concesse le terre confiscate di Tiba a titolo di risarcimento.
La motivazione dell'omicidio non è chiara; lo storico Erik Fügedi lo ha considerato «il primo assassinio politico di cui si ha conoscenza» in Ungheria. Bálint Hóman ha ipotizzato un collegamento tra l'omicidio di Csépán e una cospirazione fallita contro Andrea nello stesso anno, quando un gruppo di nobilj ungheresi scontenti offrì la corona ai cugini di Andrea, i figli dello zio di Andrea, Géza. Anche lo storico Attila Zsoldos ha sottolineato la possibilità di una motivazione politica. La maggioranza degli storici ha intravisto nell'assassinio di Csépán una prefigurazione dell'assassinio della consorte di Andrea, la regina Gertrude nel 1213. Andrea II introdusse una nuova politica per le sovvenzioni reali, che chiamò «nuove istituzioni», di cui uno dei principali beneficiari fu la famiglia Győr. Inoltre, la generosità del re verso i parenti e i cortigiani tedeschi della moglie scontentò i signori locali. Lo storico Pál Szabó ha analizzato la narrazione del verdetto e le circostanze politiche (solo un singolo documento di diritto privato menziona il crimine), e ha creduto che Csépán fosse stato ucciso per motivi personali.